# Baltazar Ushca
Luis Baltazar Ushca Tenesaca (Riobamba, 12 de mayo de 1944-Riobamba, 11 de octubre de 2024)fue conocido por ser el último hielero del Chimborazo en Ecuador.

## Biografía
Luis Baltazar Ushca Tenesaca nació en el pueblo de Cuatro Esquinas, Chimborazo, Ecuador, en los Andes ecuatorianos y desde los 11 años se dedicó a la labor de hielero, cosechando hielo de los glaciares naturales alrededor del punto más alto del inactivo Volcán Chimborazo, para dotar de dicho material al mercado de La Merced de Riobamba. La labor de hielero inició como un negocio familiar con su padre Juan, que vendía hielo a campesinos que no tenían electricidad y necesitaban una forma de conservar sus alimentos. Esa labor era compartida con cerca de cuarenta hombres, entre los que estaban sus hermanos Gregorio y Juan, también criados como hieleros. Sin embargo, el paso del tiempo y las necesidades hicieron que cada hombre tomara un rumbo distinto más rentable, convirtiendo a Ushca en el último hielero del Chimborazo, como se le conocía hasta el día de su muerte.
La estatura de Ushkca era de 1 metro y 50 centímetros, y todos los martes y viernes subía al pico más alto de la montaña caminando alrededor de siete horas, para bajar 22 kilos de hielo divididos entre ocho a diez bloques envueltos en paja recolectada del páramo para mantener su temperatura. Hasta 2019 que sufrió una lesión en uno de sus pies mientras realizaba su labor. 
Su historia inspiró un documental publicado  en 2012 y titulado El Último Hielero, dirigido por Sandy Patch, donde se cuenta el cambio cultural y estilo de vida indígena desde la perspectiva de tres de sus hermanos.
El 13 de noviembre de 2017, a los 74 años de edad, Ushca recibió en una ceremonia realizada en Riobamba, el título doctor honoris causa, por el Instituto Mexicano de Líderes de Excelencia. El 27 de octubre de 2020 finalizó la primaria bajo el programa de erradicación de la analfabetización del Ministerio de Educación denominado Todos ABC. conocido el último hielero del Chimborazo.
Falleció la madrugada del 11 de octubre del 2024 en el Hospital SOLCA de Riobamba, tras sufrir un accidente doméstico mientras atendía a su ganado al ser embestido por un toro.